# Anisatine
L'anisatine est une lactone sesquiterpénique toxique retrouvé dans le fruit et la graine de la badiane japonaise.

## Effets
L'anisatine est un antagoniste non-compétitif de l'acide γ-aminobutyrique (GABA), et se lie aux récepteurs GABAA. Son ingestion peut provoquer des épisodes convulsifs, et divers problèmes digestifs tels des vomissements, des maux d'estomac et des diarrhées.